# Hybanthus ramosissimus
Hybanthus ramosissimus är en violväxtart som först beskrevs av Thw., och fick sitt nu gällande namn av Melch.. Hybanthus ramosissimus ingår i släktet Hybanthus och familjen violväxter. Inga underarter finns listade i Catalogue of Life.